# Punalua
Punalua brak  /punalua, dobar prijatelj ili intiman drug/, forma grupnog braka s Havajskog otočja u Polineziji, u kojemu je više braće jednoga gensa živjelo s više zajedničkih žena drugoga gensa, ili više sestara jednoga gensa sa zajedničkim muževima drugoga gensa. 
Prema Morganu on nastaje tijekom evolucije poligamnog braka na prijelazu iz epohe divljaštva u razdoblje barbarstva, kojemu je prethodio krvnosrodnički, a njegov nastavak je brak parova, ili sindijazmička obitelj.
U punalua braku braća imaju zajedničke žene koje međusobno jedna drugu zovu punalua, i iz kojega su njihove sestre bile isključene. Isto tako grupa vlastitih ili kolateralnih sestara imaju zajedničke muževe, iz kojih su opet isključena njihova braća. Njegova je osnovna značajka bila (F. Engels, ib. u Origins of the Family, Private Property, and the State) međusobno zajedničko posjedovanje muževa i žena unutar određenog kruga obitelji.